# Lemwerder
Lemwerder è un comune di 7 047 abitanti della Bassa Sassonia, in Germania. Un tempo era parte della città di Brema.
Appartiene al circondario (Landkreis) del Wesermarsch (targa BRA). Si estende su una superficie di 36,38 km².

## Geografia fisica
Il comune è bagnato, nella sua frazione di Altenesch, dal fiume Ochtum.

### Suddivisione
Lemwerder è costituito dalle seguenti 19 frazioni:
| - Altenesch - Bardewisch - Bardewischermoor - Barschlüte - Braake - Butzhausen - Deichshausen - Dunwarden - Dunwarderfelde - Hörspe | - Husum - Krögerdorf - Krögerdorfermoor - Lemwerder - Ochtum - Ritzenbüttel - Sannau - Süderbrok - Tecklenburg |